# Cassinia (roślina)
Cassinia R. Br. – rodzaj roślin z rodziny astrowatych (Asteraceae). Obejmuje co najmniej 37 gatunków, występujących naturalnie w Australii.

## Systematyka
Pozycja według APweb (aktualizowany system APG III z 2009)
Jeden z rodzajów plemienia Gnaphalieae z podrodziny Asteroideae w obrębie rodziny astrowatych (Asteraceae) z rzędu astrowców (Asterales) należącego do dwuliściennych właściwych.
Wykaz gatunków
| - Cassinia accipitrum Orchard - Cassinia aculeata (Labill.) A.Cunn. ex R.Br. - Cassinia adunca F.Muell. ex Sond. - Cassinia arcuata R.Br. - Cassinia aureonitens N.A.Wakef. - Cassinia collina C.T.White - Cassinia compacta F.Muell. - Cassinia complanata J.M.Black - Cassinia copensis Orchard - Cassinia cunninghamii DC. - Cassinia decipiens Orchard - Cassinia denticulata R.Br. - Cassinia diminuta Orchard - Cassinia hewsoniae Orchard - Cassinia laevis R.Br. - Cassinia lepschii Orchard - Cassinia leptocephala F.Muell. - Cassinia macrocephala Orchard - Cassinia maritima Orchard | - Cassinia monticola Orchard - Cassinia nivalis Orchard - Cassinia ochracea Orchard - Cassinia ozothamnoides (F.Muell.) Orchard - Cassinia quinquefaria R.Br. - Cassinia rugata N.G.Walsh - Cassinia scabrida Orchard - Cassinia straminea (Benth.) Orchard - Cassinia subtropica F.Muell. - Cassinia tegulata Orchard - Cassinia telfordii Orchard - Cassinia tenuifolia Benth. - Cassinia theodori F.Muell. - Cassinia theresae Orchard - Cassinia trinerva N.A.Wakef. - Cassinia uncata A.Cunn. ex DC. - Cassinia venusta Orchard - Cassinia wyberbensis Orchard |